# Wybrzeże Kości Słoniowej na Mistrzostwach Świata w Lekkoatletyce 2013
Wybrzeże Kości Słoniowej na Mistrzostwach Świata w Lekkoatletyce 2013 – reprezentacja Wybrzeża Kości Słoniowej podczas czempionatu w Moskwie liczyła 1 zawodniczkę, która zdobyła dwa medale.

## Medaliści
| Medal | Zawodnik        | Konkurencja          |
| ----- | --------------- | -------------------- |
|       | Murielle Ahouré | bieg na 100 m kobiet |
|       | Murielle Ahouré | bieg na 200 m kobiet |

## Występy reprezentantów Wybrzeża Kości Słoniowej
| Konkurencja          | Zawodnik        | Eliminacje | Eliminacje | Półfinał | Półfinał | Finał    | Finał   |
| Konkurencja          | Zawodnik        | Rezultat   | Pozycja    | Rezultat | Pozycja  | Rezultat | Pozycja |
| -------------------- | --------------- | ---------- | ---------- | -------- | -------- | -------- | ------- |
| Bieg na 100 m kobiet | Murielle Ahouré | 11,22      | 12. Q      | 10,95    | 2. Q     | 10,93    | srebro  |
| Bieg na 200 m kobiet | Murielle Ahouré | 22,66      | 3. Q       | 22,46    | 3. Q     | 22,32    | srebro  |